# Ruth Vigueras Bravo
Ruth Vigueras Bravo (Ciudad de México, 8 de abril de 1981) es una artista visual mexicana especializada en arte performativo y fotografía; cuyo proceso de investigación gira en torno al cuerpo como soporte artístico. 

## Trayectoria
Vigueras es licenciada en Artes Visuales por la Universidad Nacional Autónoma de México y en 2015 inició el estudio de la Maestría en Artes Visuales con la orientación en Arte y Entorno en la Facultad de Artes y Diseño de la (UNAM) con un proyecto de investigación en torno al performance en espacio público.
Comenzó a trabajar en el año 2000 en fotografía al retratar personas que son parte importante de su vida; buscando en cada uno de ellos experiencias vivenciales al descontextualizar los estereotipos de los cánones de belleza actuales, a través de los roles femenino/masculino. Posteriormente comienza a incorporar su cuerpo como interlocutor en el espacio público para la realización de intervenciones urbanas. Acciones donde su cuerpo es material simbólico que se convierte en un ser político, social, visceral, abyecto, cotidiano, emocional, sexual al transitar por procesos reflexivos y antropológicos, los cuales le permiten reconstruir la percepción imaginaria de la corporeidad por medio de la relación del espacio, del contexto y los signos.
Deriva parte de su indagación a coordinar cursos, talleres, laboratorios de performance en espacio público, fotoperformance, fotografía y trabajo social con la comunidad.

## Performance
En el ámbito del performance ha participado en diversos festivales y encuentros en: Argentina, Brasil, Colombia, España, Estados Unidos, Italia, México, Portugal, República Dominicana y Venezuela. Destaca su participación en el Museo Nacional Centro de arte Reina Sofía dentro del ciclo “La internacional Cuir” curada por Beatriz Preciado en 2011. Su obra fotográfica se ha presentado en el Centro de Expresiones Contemporáneas (CEC) en Santa Fe- Argentina. En México en el Centro Nacional de las Artes (CNA) y en la Galería de la Universidad Autónoma Metropolitana.

## Obra
- De Ánima. Performance de site specific que aborda una temática política por el narcotráfico, corrupción y violencia en diversos países, entre ellos Colombia y México.
- En Acción en Vivo y Diferido, Intercambios Nómadas Artistas invitados INAI y Colectivo Okan. Bogotá - Colombia, Plaza Bolívar, 2013[2]

- Inmaculada. El planteamiento de la pieza versa sobre la reivindicación de las y los sexoservidores y la creciente taza que existe en la frontera y la trata de blancas, la cual ha sido motivo de marginación en todos los ámbitos culturales.
- Primer Festival Internacional de Performance de la Ciudad de Chihuahua INSITU.
- Zona de prostitución, Chihuahua - México, 2013[3]

- Arquetipo. Este trabajo explora la materialización de la identidad mediante el uso desmedido de los productos de belleza femenina, sin importar qué se realice para obtenerlo, junto con su asociación con el ideal de la belleza eterna y perfecta.
- Pieza seleccionada para la Bienal Internacional de Performance PerfoArtnet Bogotá-Colombia y en el Festival International Low Lives 4, Nueva York (EU), 2012[4]

- Zona de Venta. Obra que aborda el aumento del tráfico de órganos en todo el mundo por la creciente demanda de trasplantes humanos y la escasa cultura por su donación.
- Residencia Artística por The Art of Hospitality Cosmosfactory y Terminal Santorini, Chihuahua-México, 2012[5] Video de la acción.

## Docencia
Ha realizado cursos, talleres y laboratorios de performance en espacio público, de fotoperformance y de fotografía para diversas Instituciones en: México, República Dominicana y Venezuela. Su eje de investigación pedagógico es a partir de la experimentación de cada creador, de carácter teórico-vivencial donde interrelaciona la filosofía, el psicoanálisis y la simbología.
Algunas estancias para las cuales ha trabajado:
- Museo Memorial de la Resistencia Dominicana. Santo Domingo-República Dominicana. Con el Curso-taller (Teórico-Práctico), Performance en espacios públicos Memoria y Resistencia. 2015

- Museo de Artes Visuales y del Espacio MAVET. Táchira-Venezuela. Con el Curso-taller (Teórico-Práctico), El performance en espacio público: El cuerpo territorio de la acción. 2014.

- Instituto Municipal de Cultura y Arte IMCA co-auspiciante Museo de Barquisimeto, a través del Ministerio de Poder Popular para la Cultura. Barquisimeto-Venezuela. Con el Taller, El cuerpo como herramienta de cambio por medio del lenguaje del arte acción. 2013.

- Universidad de los Andes (Mérida-Venezuela), a través del Laboratorio de Semiótica de las Artes y el Departamento de Historia, Teoría de las Artes, ULA y la Plataforma de Integración Artística PIA: Curso-taller (Teórico-Práctico), El performance en espacio público: El cuerpo territorio de la acción en 2013 y Curso-taller (Teórico-Práctico), El cuerpo territorio de la acción: El fotoperformance como recurso en 2012.

## Trabajo con la Comunidad
Con el programa de la Convocatoria Programa de Apoyos al Desarrollo Cultural Comunitario (CADECC) del cual fue beneficiaria desarrolló un trabajo en su comunidad para el rescate de espacios públicos por medio de talleres con un público intergeneracional. Además de tener un trabajo con el eje temático de frontera, el cual le permitió trabajar con mujeres en situación de violencia y comunidades migrantes, dentro del cual destaca el proyecto artístico binacional Miradas en Frontera México-Venezuela, desarrollado con los artistas tachirenses Carmen Lundene y Ender Rodríguez. Del cual trabajó en colaboración con Servicio Jesuita a Refugiados Venezuela (SJR) en la comunidad de Ureña-Táchira, con un taller vivencial en octubre de 2014.

## Premios y reconocimientos
Cuenta con el premio nacional Kinsa 2001 y diversos premios concedidos por el Orfeo Catalá de México. Beneficiaria por la Convocatoria Programa de Apoyos al Desarrollo Cultural Comunitario (CADECC) a través del Consejo Nacional para la Cultura y las Artes (CONACULTA) durante el período 2014.